# Maciej Kubisztal
Maciej Kubisztal (ur. 15 czerwca 1981 w Tarnowie) – polski piłkarz ręczny, grający na pozycji obrotowego. Brat Michała i Dariusza Kubisztalów. Zawodnik Czuwaj Przemyśl. Jego numer na koszulce to 57.

## Sukcesy
- 3 miejsce na 3 Ogólnopolskiej Olimpiadzie Młodzieży Gdańsk 97
- Złoty medal Mistrzostw Polski Juniorów 1999
- Awans do ekstraklasy w sezonie 03/04 z Miedzią Legnica
- awans do Superligi z zespołem Czuwaj Przemyśl w sezonie 2011/12
- awans do 1ligi z zespołem BKS Stalprodutk Bochnia w sezonie 08/09
- Awans do 3 rundy pucharu EHF z zespołem Chrobry Głogów
- awans do 1/8 finału pucharu Challenge cup z zespołem Chrobry Głogów
- Występy w Młodzieżowej Reprezentacji Polski